# Chalipecten staudingeri
Chalipecten staudingeri är en fjärilsart som beskrevs av Franciscus J.M. Heylaerts 1889. Chalipecten staudingeri ingår i släktet Chalipecten och familjen säckspinnare. Inga underarter finns listade i Catalogue of Life.